# Oxycarenus pallens

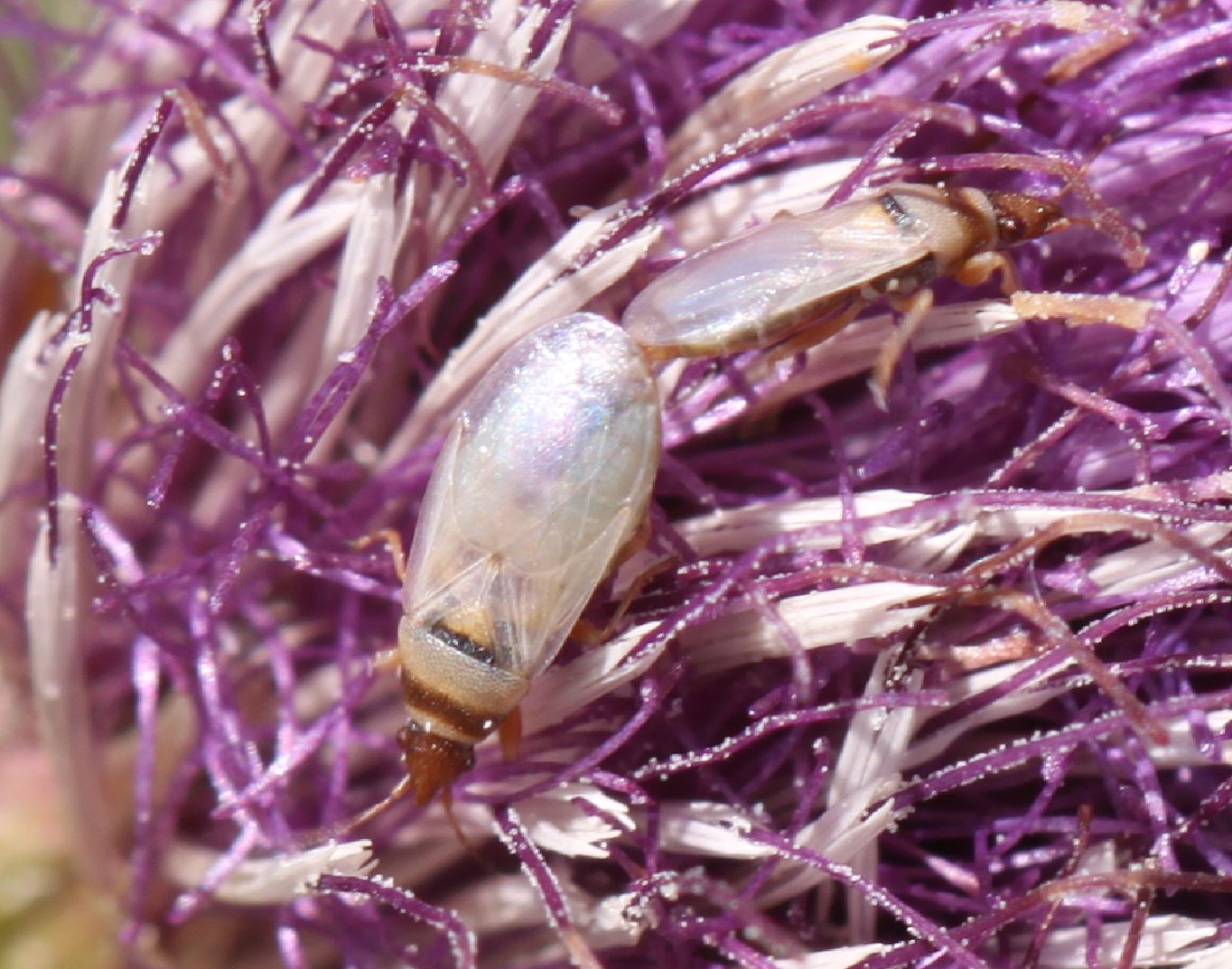
Paarung auf der Blüte einer Kratzdistel

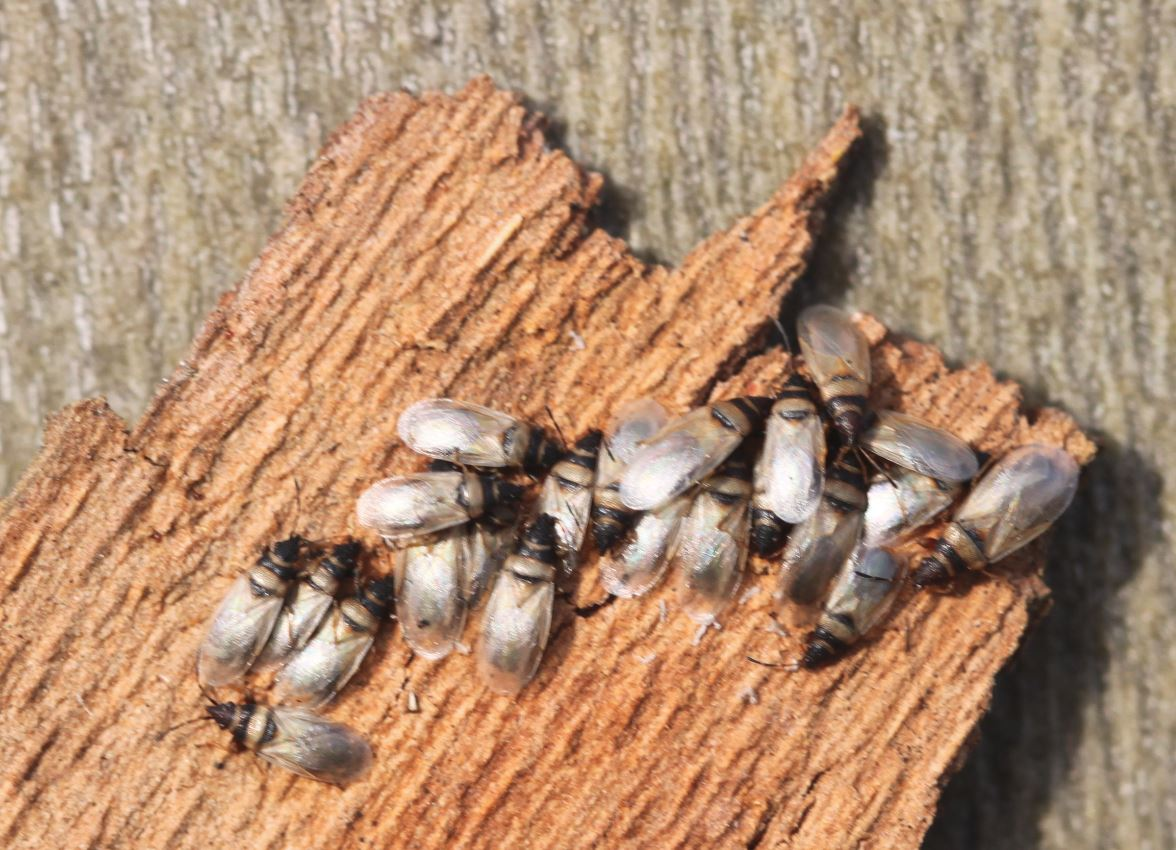
Überwinternde Wanzen unter der Rinde einer Platane

Oxycarenus pallens ist eine Wanze aus der Familie Oxycarenidae.

## Merkmale
Die Wanzen haben eine Größe von 3,2–4,3 mm. Kopf, Fühler und Beine sind hellbraun gefärbt. Die apikalen Enden der Femora sind weiß. Der weißliche Halsschild weist in der vorderen Hälfte ein breites braunes Querband auf. Die Basis des ansonsten weißlichen Scutellum ist braun gefärbt. Die Flügel sind überwiegend weißlich.

## Verbreitung
Oxycarenus pallens ist in der südlichen Paläarktis weit verbreitet. Ihr Verbreitungsgebiet reicht vom Mittelmeerraum bis nach Nordchina. In Europa breitete sich die Art in den letzten Jahren immer mehr nach Norden aus. In Deutschland wurde die Art erstmals 2004 nachgewiesen. Seitdem gibt es verschiedene Neufunde, beispielsweise aus Sachsen (2005), Rheinland-Pfalz (2007) und Hessen (2017). Die abgebildete Wanze wurde im Juli 2018 in Walldorf/Baden als Teil einer Kolonie an einer Kratzdistel entdeckt. In Österreich und in der Tschechischen Republik wurde die Wanzenart auch schon gefunden.

## Lebensweise
Oxycarenus pallens bevorzugt wärmebegünstigte Gebiete als Lebensraum. Zu den Wirts- und Futterpflanzen gehören Flockenblumen (Centaurea), Kratzdisteln (Cirsium), Gänsedisteln (Sonchus) und Ringdisteln (Carduus). Die Imagines überwintern. Die Eiablage findet ab Ende Mai auf den Blütenköpfen der Wirtspflanzen statt. Die adulten Wanzen der neuen Generation treten ab Juli in Erscheinung. Es gibt Hinweise auf eine möglicherweise unvollständige zweite Generation.